# Stigmatoechos violacea
Stigmatoechos violacea is een mosdiertjessoort uit de familie van de Stigmatoechidae. De wetenschappelijke naam van de soort is voor het eerst geldig gepubliceerd in 1863 door M.Sars.